# Lừa hoang Ấn Độ
Lừa hoang Ấn Độ hay còn gọi là Lừa hoang Baluchi (Danh pháp khoa học: Equus hemionus khur) cũng hay gọi là ghudkhur là một phân loài của loài lừa hoang Trung Á. Chúng là một phân loài của một giống lừa hoang bản địa đến từ miền Nam châu Á, đặc biệt là tập trung tại Ấn Độ. Chúng là loài được phân loại trong tình trạng bị đe dọa.

## Đặc điểm

### Mô tả
Lừa hoang Ấn Độ, cũng như với hầu hết các phân loài lừa hoang dã châu Á khác, hoàn toàn khác xa với các loài lừa hoang dã châu Phi mặc dù chúng xếp chung vào phân chi Lừa. Bộ lông thường có màu cát, nhưng thay đổi từ màu xám màu đỏ, màu vàng nhạt, nhạt màu hạt dẻ. Những động vật sở hữu một bờm đen cương cứng chạy từ phía sau đầu và dọc theo cổ. Bờm sau đó được theo sau bởi một sọc màu nâu sẫm chạy dọc theo phía sau, vào phần gốc của đuôi.
Chúng lớn hơn một chút so với lừa. Chúng nặng khoảng 290 kg và dài khoảng 2,1 mét (độ dài bao gồm đầu và thân), và là tương tự như ngựa nhiều hơn. So với ngựa thì chân của chúng ngắn hơn và màu lông của chúng dao động phụ thuộc theo mùa. Ngoài ra, nói chung, lông của chúng có màu nâu ánh đỏ trong mùa hè, trở thành nâu ánh vàng trong các tháng mùa đông. Chúng có sọc màu đen có viền màu trắng mở rộng xuống phía dưới của đoạn giữa lưng.
Các phân loài liên quan:
- Lừa hoang Mông Cổ (khulan), Equus hemionus hemionus
- Lừa hoang Turkmenia, Equus hemionus kulan
- Lừa hoang Ba Tư, Equus hemionus onager
- Lừa hoang Syria hay hemippe, Equus hemionus hemippus

### Tập tính
Chúng có tiếng là khó thuần hóa. Môi trường sống thiên của chúng là sa mạc, bán sa mạc, đồng cỏ khô cằn, cây bụi và những thảo nguyên núi cho dù các phân loài có khác nhau nhưng địa hình phân bố đều giống nhau vì chúng đã tiến hóa để thích nghi với những môi trường như vậy. Trong kỷ nguyên Pleistocene muộn khoảng 40.000 năm trước, lừa hoang dã châu Á dao động rộng rãi trên khắp châu Âu đến đông bắc châu Á. Dúng là động vật dễ dạng bị nhiễm bệnh.
Lừa hoang gặm cỏ giữa lúc bình minh và hoàng hôn. Chúng là các động vật ăn cỏ, lá và quả của cây trồng, mùa vụ, quả Prosopis, thảm thực vật và nước muối. Lừa hoang Ấn Độ là một trong những loài chạy nhanh nhất của các loài động vật Ấn Độ, với tốc độ xung nhịp khoảng 70–80 km mỗi giờ và nó có thể dễ dàng chạy vượt một qua chiếc xe jeep. Những con đực giống thì sống độc thân hoặc sống đơn độc, hoặc trong nhóm nhỏ của hai đến ba con đực liên minh trong khi các đàn gia đình thì vẫn có số lượng lớn.
Mùa giao phối là trong mùa mưa. Khi một con lừa cái đến giai đoạn động dục mạnh mẽ, con cái sẽ tự động tách khỏi đàn để cặp với một con lừa giống, chính là con đực mà đã chiến đấu và chiến thắng chống lại các đối thủ tranh giành quyền sở hữu con cái này của mình. Sau vài ngày, cặp đôi này trở về với bầy đàn. Các con nái sinh ra một con lừa con. Các chú ngựa đực bắt đầu đi khỏi đàn từ 1-2 tuổi, trong khi các con cái tiếp tục ở lại với đàn gia súc của gia đình.

## Sinh thái học

### Phạm vi

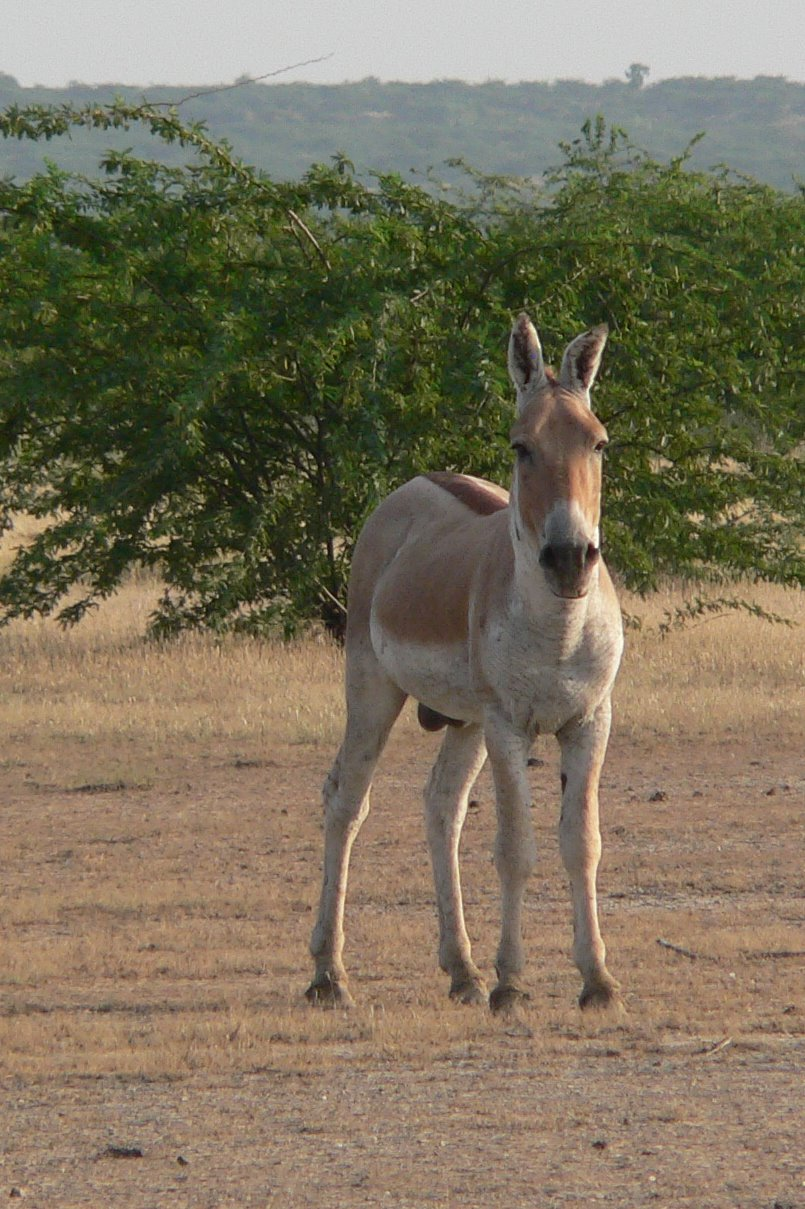
Một con lừa đực

Phạm vi phân bố của lừa hoang Ấn Độ từng mở rộng từ miền tây Ấn Độ, miền nam (tức là các tỉnh Sindh và Baluchistan), Afghanistan, và đông nam Iran, Pakistan. Ngày nay, nơi trú ẩn cuối cùng của nó nằm trong các Khu bảo tồn lừa hoang dã Sanctuary Ấn Độ, Little Rann của Kutch và các khu vực lân cận của Rann thuộc Kutch tại tỉnh Gujarat của Ấn Độ. Các động vật này tuy nhiên, cũng được nhìn thấy tại các huyện của huyện Kutch khác như Surendranagar, Banaskantha, Mehsana, và Sa mạc Saline (Rann), đồng cỏ khô cằn và cây bụi là môi trường ưa thích của chúng.

### Số lượng
Lừa hoang Ấn Độ có vẻ như tăng lên về số lượng và mở rộng phạm vi của chúng từ Little Rann của Kutch, nơi dân số cuối cùng của thế giới đối với phân loài này đã bị giới hạn trong những năm gần đây và đã dần dần chúng bắt đầu di chuyển ra ngoài vào những nơi như thuộc địa hóa Greater Rann của Kutch cũng mở rộng vào các vùng láng giềng Ấn Độ như Bang Rajasthan ở làng biên giới tại huyện Jalore giáp Rann của Kutch ở tỉnh Gujarat. Những loài độc quyền của Gujarat trên phân loài, cũng gọi là Khur (Equus hemionus khur).
Trong vòng Rajasthan, lùa hoang Ấn Độ đã bắt đầu có sự hiện diện của nó và được cảm nhận thấy trong vùng Khejariali và vùng lân cận nơi có diện tích 60 km2 được chuyển giao cho Sở Lâm nghiệp Rajasthan của cơ quan doanh thu năm 2007. Tại nơi này, có rất nhiều loài vật sinh sống như Rebaris (lạc đà và cừu lai tạo) sống trong những khu rừng Prosopis juliflora trong các cộng đồng của các loài linh dương chinkaras, linh cẩu, cáo, mèo sa mạc và sói.

## Thực trạng

### Nguy cơ
Lừa hoang Ấn Độ đã từng được tìm thấy ở khắp các vùng khô cằn và những thảo nguyên sa mạc phía tây bắc Ấn Độ và Pakistan, nhưng khoảng 4.500 trong số đó được tìm thấy trong một vài khu bảo tồn có khí hậu rất nóng ở tỉnh Gujarat. Một căn bệnh được gọi là "bệnh ngựa của Nam Phi" đã gây ra một sự suy giảm lớn cho lừa hoang Ấn Độ trong những năm 1960. May mắn thay, các phân loài là không còn bị đe dọa đến bệnh như vậy và liên tục tăng số lượng của chúng.
Chúng đã từng bị đe dọa bởi những kẻ săn mồi đầu bảng, chúng được sử dụng để làm con mồi cho sư tử châu Á, báo hoa mai châu Á, báo săn châu Á, hổ, linh cẩu và sói lửa. Tuy nhiên, đến ngày hôm nay, các phân loài lừa hoang dã châu Á đang được bảo vệ nghiêm ngặt. Có những chương trình nhân giống khác nhau cho các phân loài một giống lừa rừng trong điều kiện nuôi nhốt và trong tự nhiên, làm tăng số lượng của họ để cứu các loài đang bị đe dọa.
Chưa biết làm thế nào các con lừa hoang dã Ấn Độ đã biến mất khỏi khu vực xưa tại vùng phía tây Ấn Độ và Pakistan, kể từ khi mà động vật chưa bao giờ là mục tiêu săn bắt của Vương triều Maharajas Ấn Độ cũng các quan chức thực dân Anh của Raj Anh. Tuy nhiên, các hoàng đế Mughal và quý tộc trong thời gian trị vì Ấn Độ dã có niềm vui lớn trong việc săn lùng nó với Hoàng đế Jahangir trong cuốn sách của ông Tuzk-e-Jahangiri. Trong một bản sao được minh họa mà đã sống sót của Akbarnama, cuốn sách của Hoàng đế Mughal Akbar Đại đế có là một minh họa của Akbar trên một con lừa hoang dã bị bắn ở Ấn Độ với một số người trong số chúng đã bị bắn.
Từ 1958-1960, lừa hoang dã đã trở thành một nạn nhân của một bệnh được gọi là surra, do Trypanosoma evansi và truyền bởi ruồi, mà gây ra sự suy giảm mạnh của dân số ở Ấn Độ. Trong tháng mười và tháng 12 năm 1961, dân số lừa hoang dã đã giảm xuống chỉ còn 870 sau khi sự bùng nổ của căn bệnh ngựa ốm Nam Phi. Bên cạnh dịch bệnh, các mối đe dọa khác của lừa hoang bao gồm suy thoái môi trường sống do các hoạt động muối, cuộc xâm lấn của các cây bụi Prosopis juliflora, và sự xâm lấn và chăn thả gia súc của Maldhari. Những nỗ lực bảo tồn từ năm 1969 để giúp tăng dân số của con vật để duy trì mức 4000 cá thể.

### Bảo tồn
Trong thế kỷ trước, lừa hoang dã Ấn Độ sống trên tất cả các vùng khô hạn phía tây bắc Ấn Độ và Tây Pakistan bao gồm Jaisalmer, Bikaner, Sind và Baluchistan. Hôm nay, nó chỉ tồn tại trong Little Rann, và một vài con đi lạc về phía Rann lớn của Kutch với một số ngôi làng giáp đạt ở quận Jalore của Bang Rajasthan của Ấn Độ, điều tra dân số đầu tiên của lừa hoang dã đã được thực hiện vào năm 1940, trong khi có khoảng 3.500 con lừa hoang dã. Nhưng, đến năm 1960, con số này giảm xuống chỉ 362, sau đó nó được phân loại là một loài nguy cơ tuyệt chủng cao. 

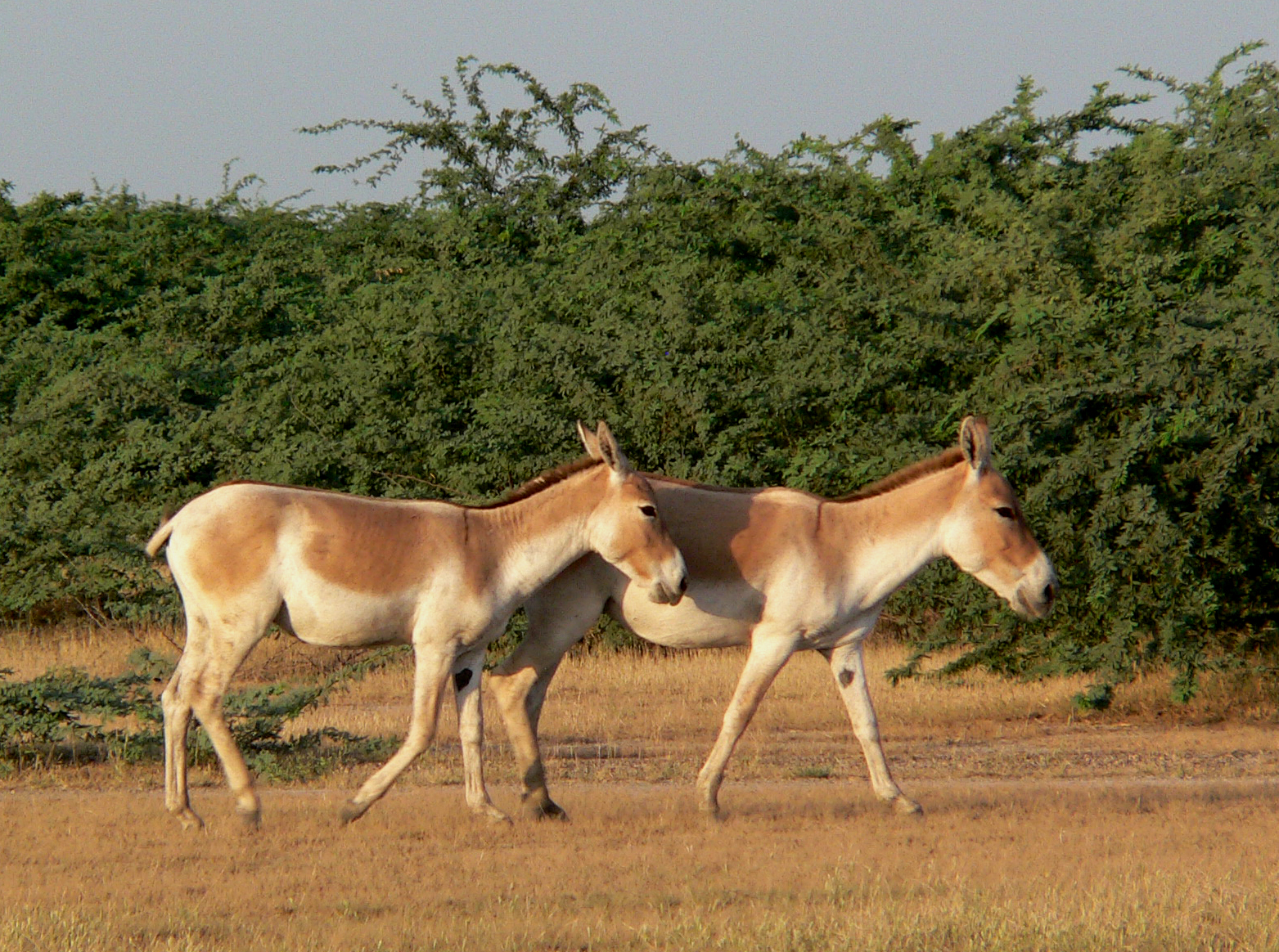
Một nhóm lừa hoang Ấn Độ

Trong những năm 1973 và 1976, các vùng Rann của Kutch và huyện liền kề đã được đưa lên là khu vực bảo tồn này phân loài còn được gọi là Khur. Từ năm 1976, Bộ Lâm nghiệp Ấn Độ đã bắt đầu tiến hành điều tra dân số lừa hoang dã. Hố nước đã tăng lên trong khu vực, các bộ phận rừng cũng đã bắt đầu một dự án để có lô thức ăn gia súc mặc dù các bộ phận này vẫn chưa nhận được mong muốn thành công. Năm 1998, dân số lừa hoang dã ước tính đạt 2940 cá thể, đến năm 2004 nó đã tăng lên đến khoảng 3.863. Một cuộc điều tra gần đây của Bộ Lâm nghiệp thực hiện năm 2009 đã tiết lộ rằng dân số của lừa hoang dã ở trạng thái hiện nay được ước tính khoảng 4038, tăng 4,53% so với năm 2004.
Trong số cuối nó đã được phát hiện ngay bên ngoài Ahmedabad gần Nal Sarovar Bird Sanctuary. Có vẻ như nó là không có nhiều giới hạn trong diện tích 4,953.71 km2 của Rann, nhưng bây giờ nó đã được tìm thấy ngay trong khu vực Kala Dungar gần đồng cỏ Banni tại Kutch và Nal Sarovar. Trong Bang Gujarat nó bây giờ cũng được tìm thấy ở huyện Surendranagar, Rajkot, Patan, Banaskantha và Kutch. Dân số của đàn lừa hoang này là gen duy nhất của lừa hoang Ấn Độ trên toàn thế giới và là một trong sáu giống địa lý hay phân loài còn sống sót trên hành tinh này.
Dân số đã được phát triển từ năm 1976 nhưng các chuyên gia cảnh báo rằng lừa hoang Ấn Độ vẫn có xu hướng dài hạn cho thấy biến động dữ dội, trong khu vực này Kutch, Gujarat là dễ bị hạn hán do gió mùa thất thường, dân số lừa hoang dã có thể suy giảm đột ngột như một kết quả của một hiện tượng chết hàng loạt. Nó chỉ là nếu không có hạn hán nghiêm trọng, loài cá biệt này có khả năng phát triển và phân tán trong các vùng Rann lớn và liền kề Rajasthan, môi trường sống mà lừa hoang chiếm đóng trong thời gian qua. Báo cáo sinh thái Giáo dục và Nghiên cứu Foundation (Geer) Gujarat đã khuyến cáo rằng sa mạc Thar ở Rajasthan nên được phát triển như là một vùng thay thế cho tái lập lừa hoang dã của Ấn Độ bằng tái áp một vài dự án tái du nhập trong số chúng.

### Chuyên khảo
- Rise in Gujarat’s wild ass population, By Jumana Shah, Apr 9, 2009, DNA, India.
- The salt of the earth - The Little Rann of Kutch contributes about 60 per cent of the salt manufactured in the country. But Gujarat’s politicians have done little for the Agariya community that produces it Lưu trữ ngày 27 tháng 4 năm 2009 tại Wayback Machine; by Manas Dasgupta; ngày 23 tháng 4 năm 2009; The Hindu, Online edition of India's National Newspaper
- Wild asses population rises by 4% Lưu trữ ngày 25 tháng 10 năm 2012 tại Wayback Machine; TNN; ngày 11 tháng 4 năm 2009; Times of India
- Wild Ass vulnerable to flu Lưu trữ ngày 25 tháng 10 năm 2012 tại Wayback Machine; by TNN; ngày 9 tháng 4 năm 2009; Times of India
- Wild ass census to kick off from April 5 Lưu trữ ngày 25 tháng 10 năm 2012 tại Wayback Machine; TNN; ngày 31 tháng 3 năm 2009; Times of India
- Bleak future for traditional salt; by Anosh Malekar; ngày 21 tháng 2 năm 2009; Courtesy: Infochange News & Features; ComodittyOnline
- Kutch gets biosphere reserve status - The Greater and Little Rann of Kutch have finally got the much-awaited status of biosphere reserve.; Himanshu Kaushik, TNN; ngày 22 tháng 7 năm 2008; Economic Times; Times of India
- Kutch Branch Canal through sanctuary not to hamper movement of wild ass Lưu trữ ngày 2 tháng 10 năm 2012 tại Wayback Machine; Bashir Pathan; ngày 16 tháng 2 năm 2008; Indian Express Newspaper
- Kutch’s wild ass habitat may soon get heritage label (2 Page article online); by DP Bhattacharya; Jul 26, 2007; Indian Express Newspaper
- Salt-makers in Gujarat face eviction; by Virendra Pandit; ngày 9 tháng 4 năm 2007; Business Line, Business Daily from The Hindu group of publications
- Wild ass robs agarias' livelihood; ngày 15 tháng 2 năm 2007; Rediff India Abroad
- Indian Wild Ass Sanctuary Lưu trữ ngày 6 tháng 1 năm 2012 tại Wayback Machine; Sanctuary Spotlight; ngày 4 tháng 3 năm 2006; The Hindu, Online edition of India's National Newspaper. Also posted at Hindu.com Lưu trữ ngày 22 tháng 1 năm 2007 tại Wayback Machine
- Wild ass population shows upward trend; TNN; ngày 3 tháng 4 năm 2004; Times of India
- Japanese duo does donkey work in Rann - ‘‘The female donkeys are left by the maldhari’s on the island of Plaswa village in the Rann of Kutch for about three months during the monsoon. Here, the Wild Ass, a protected species, breed with the female donkeys leading to the birth of hybrid donkeys which are taller than their mothers and wilder than their fathers,’’ says Dr R Kimura who has been a visiting researcher at the Equine Museum of Japan for the past two decades.; by Rupam Jain; ngày 3 tháng 11 năm 2003; Indian Express Newspaper. Also see Indianexpress.com
- Officials gear up for wild ass census Lưu trữ ngày 25 tháng 10 năm 2012 tại Wayback Machine; by TNN; ngày 28 tháng 11 năm 2003; Times of India
- Wild ass being robbed of its run of the Little Rann; by Anand Sundas; ngày 8 tháng 3 năm 1999; Indian Express Newspaper
- Salt In The Wounds - Gandhi's historic Dandi march has bypassed them. Gujarat's salt workers are caught up in a maze of abysmal living conditions, ignorance and neglect. By Saira Menezes; ngày 2 tháng 3 năm 1998; Outlook India Magazine